# Слюдянка
Слюдянка е град в Русия намиращ се в Източен Сибир. Градът е железопътен възел по Транссибирската магистрала и административен център на район Слюдянски, Иркутска област. Разположен е в югозападната част на езерото Байкал. В околностите му има кариера за добив на мрамор. Населението е 18 542 души (2010 г.).